# Erzbistum Singapur

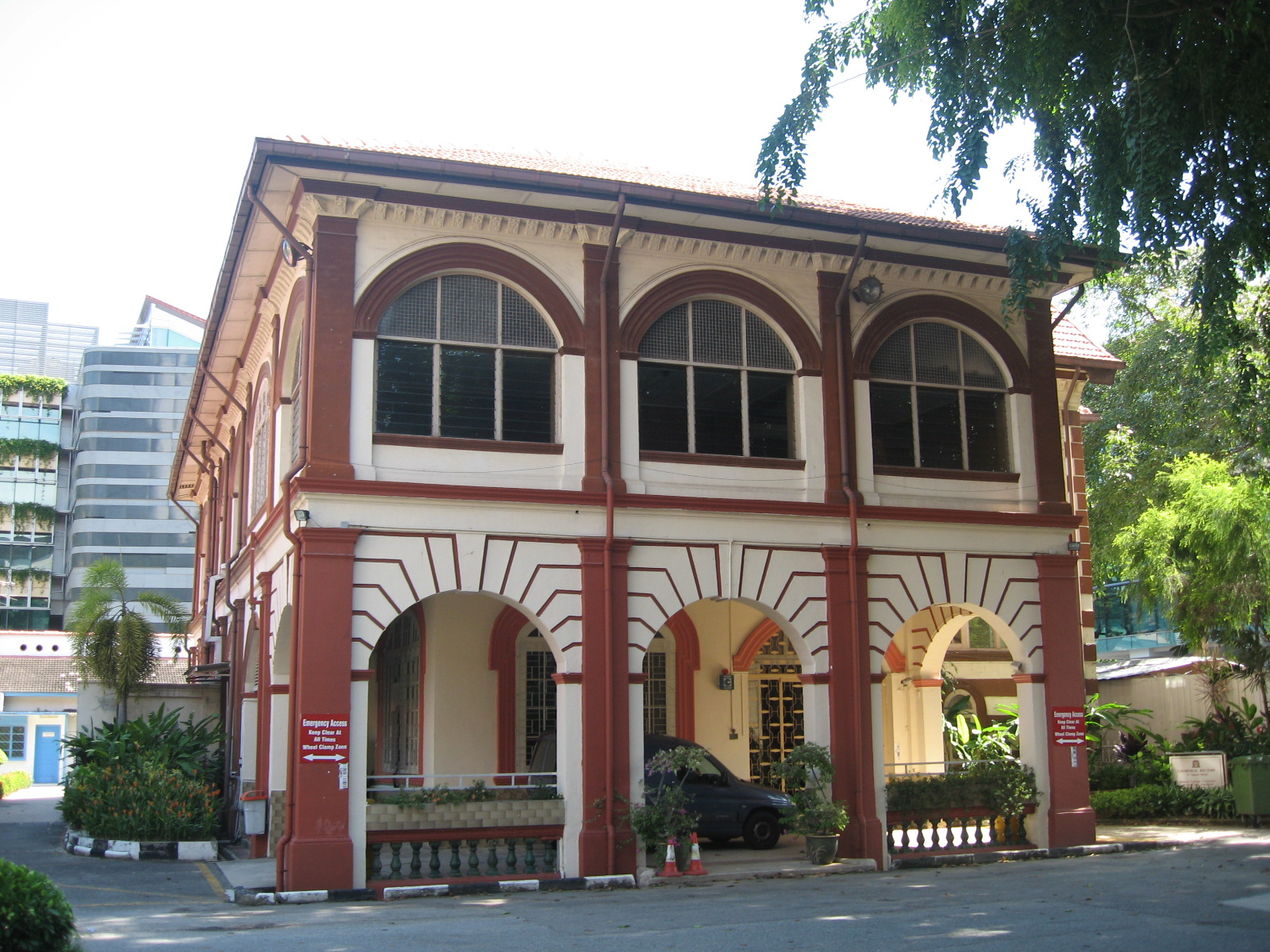
Kathedrale zum Guten Hirten

Das Erzbistum Singapur (lateinisch Archidioecesis Singaporensis, englisch Archdiocese of Singapore) ist ein Erzbistum der römisch-katholischen Kirche mit Sitz im Stadtstaat Singapur.

## Geschichte
Vorläufer des heutigen Erzbistums Singapur ist das am 4. Februar 1558 mit der Bulle Pro excellenti praeeminentia durch Pius IV. aus dem Bistum Goa heraus gegründete Bistum Malakka (lat. Malacensis). Mit dem Breve Multa praeclare hob Gregor XVI. das Bistum Malakka auf und übertrug die Jurisdiktion dem burmesischen Apostolischen Vikariat Ava und Pegu. Das Territorium von Malaysia und Singapur wurde 1840 dem Apostolischen Vikariat Siam übertragen aus dem es am 10. September 1841 durch das Breve Universi dominici gregis als Apostolisches Vikariat Westsiam herausgelöst wurde. Durch Papst Gregor XVI. erfolgte zwischen 1841 und 1888 die Umfirmierung in das Apostolische Vikariat Malakka-Singapur (lat. Malacensis-Singaporensis); durch Leo XIII. am 19. August 1888 wieder die Umbenennung zum Bistum Malakka und Eingliederung als Suffragen zum indischen Erzbistum Pondicherry. Unter Papst Pius XII. wurde das Bistum am 19. September 1953 zum Erzbistum erhoben, ab 1955 als eigenständiges Erzbistum Malakka-Singapur. Am 25. Februar 1955 gab das Erzbistum Teile seines Territoriums zur Gründung der Bistümer Kuala Lumpur und Penang ab. Am 18. Dezember 1972 erfolgte mit der Bulle Spe certa ducti durch Papst Paul VI. eine Teilung zum Erzbistum Singapur und zum malaiischen Bistum Melaka-Johor.

## Bischöfe
Für die portugiesischen Bischöfe von Malakka, siehe Liste der Bischöfe von Malakka.
Apostolische Vikare von Malakka-Singapur:
- Jean-Paul-Hilaire-Michel Courvezy MEP, 1841–1844
- Jean-Baptiste Boucho MEP, 1845–1871
- Michel-Esther Le Turdu MEP, 1871–1877
- Edouard Gasnier MEP, 1878–1888

Bischöfe von Malakka mit Sitz in Singapur:
- Edouard Gasnier MEP, 1888–1896
- René-Michel-Marie Fée MEP, 1896–1904
- Marie-Luc-Alphonse-Emile Barillon MEP, 1904–1933
- Adrien Pierre Devals MEP, 1933–1945
- Michel Olçomendy MEP, 1947–1953

Erzbischof von Malakka(-Singapur):
- Michel Olçomendy MEP, 1953–1972

Erzbischöfe von Singapur:
- Michel Olçomendy MEP, 1972–1976
- Gregory Yong Sooi Ngean, 1977–2000
- Nicholas Chia, 2001–2013
- William Kardinal Goh, seit 2013